# هشام الخلوة
هشام الخلوة (مواليد 7 مايو 1995) لاعب كرة قدم مغربي يشغل مركز مهاجم في نادي المغرب التطواني.

## مسيرته

### مع الأندية
ولد في سان خافبير بإسبانيا لأبوين مغربيين، بدأ هشام مسيرته مع الشباب في نادي مار مينور المحلي، وفي 2005 انضم إلى نادي قرطاجنة في سن 14. في 14 يوليو 2011، بعد اتصالات مع نوادي برشلونة وريال مدريد وملقا وليفربول ومانشستر يونايتد وتشيلسي، خاض تجربة في مانشستر سيتي، ولكن لم يحصل أن وقّع لأي نادٍ مما سبق.
في 2 أغسطس 2011، وقع هشام مع نادي ألميريا، وهو لا يزال صغيراً. ظهر لأول مرة مع الفريق الثاني خلال موسم 2011-12، في الدوري الإسباني الدرجة الثانية ب.
في 14 يوليو 2013، وقّع هشام صفقة جديدة مع الأندلسيين، تستمر حتى 2018. في 18 ديسمبر، لعب أول مباراة رسمية له مع الفريق الرئيسي، حيث لعب آخر 32 دقيقة في المباراة التي انتهت بالتعادل 0-0 على أرضه ضد لاس بالماس في بطولة كأس الملك.
في 24 مارس 2014، عندما كان يبلغ من العمر 18 عامًا، ظهر هشام كبديل متأخر في مباراة الدوري الإسباني ضد ريال سوسيداد، وسجل هدف الفوز في الدقيقة الأخيرة بعد ثلاث دقائق فقط على أرض الملعب في يوم ظهوره الأول في الدوري. في 19 يوليو 2016، تم إعارته إلى فريق احتياطي آخر، سيلتا فيغو ب التي يتواجد في الدرجة الثالثة، مع شرط الاستحواذ.
في 17 أغسطس 2017، بعد عودته من الإعارة، جدّد هشام مع ألميريا حتى عام 2021، ليتم ترقيته إلى الفريق الرئيسي. في 11 يوليو التالي، تمّت إعارته إلى نادي المستوى الثالث كاستييون لمدة عام واحد.
في 24 يناير 2019، انضم هشام إلى نادي جامعة مرسية في الدرجة الثالثة على سبيل الإعارة حتى يونيو. في 31 يوليو، بعد عودته من الإعارة، أنهى عقده، ووقع مع نادي مليلية في 2 أغسطس.
في 27 يناير 2020، وافق هشام على عقد لمدة 18 شهرًا مع نادي قادش، حيث تم تعيينه للفريق B في الدرجة الثالثة.

### المسار الدولي
تم استدعاء هشام لمنتخب المغرب تحت 20 سنة في أبريل 2013، وظهر أيضًا مع منتخب بلاده في دورة ألعاب البحر الأبيض المتوسط 2013، حيث سجل خمس مرات في البطولة التي انتهت بتتويج المنتخب المغربي بها. تم استدعاؤه أيضًا للمنتخب المغربي تحت 23 سنة في مايو 2016.

## روابط خارجية
- هشام الخلوة على موقع قاعدة بيانات كرة القدم.إي يو (الإنجليزية)
- هشام الخلوة على موقع Soccerway.com (الإنجليزية)
- هشام الخلوة على موقع كووورة
- هشام الخلوة على موقع AS.com (الإسبانية)